# Grasera (recipiente)
La grasera es un recipiente metálico usado en cocina para conservar los aceites de freír, y así poder reusarlos varias veces en las siguientes frituras. Tienen una forma cilíndrica corta y bastante ancha, con un único asa, y una tapa que además cuenta con un colador o rejilla integrado para retirar fácilmente los residuos de la fritura.
Las graseras son usadas en países con mucha tradición de alimentos fritos, como en la cocina mediterránea, donde el aceite de oliva es usado varias veces para cocinar carne, pescado, verduras, croquetas, milanesas y otras comidas. Ciertas comidas impregnan el aceite de su propio sabor, por ello generalmente se tienen en casa varias graseras:
- Grasera para el pescado, ya que los productos del mar como pescaíto frito, los calamares a la andaluza o el choco frito desprenden un sabor característico que no se puede mezclar con la carne
- Grasera para la carne, pues la carne es un alimento que desprende poco sabor en el aceite de fritura, lo que permite que este aceite también se pueda usar para croquetas, milanesas, pan frito, sanjacobos, cachopos
- Grasera para postres, se usan en lugares donde existe tradición de fritura dulce, como los buñuelos, los churros o las flores de sartén.
- Otros productos que requieren una grasera propia, como el pimiento verde o los ajos, ya que desprenden un fuerte sabor al aceite usado.